# Stazione di Avigliano Città
La stazione di Avigliano Città è una stazione ferroviaria che si trova ad Avigliano nei pressi della Villa comunale (Largo Giulio Stolfi) ed è capolinea della tratta Avigliano - Potenza delle Ferrovie Appulo Lucane.

## Storia della ferrovia ad Avigliano
Tra la seconda metà del XIX secolo e l'inizio del XX vennero ultimati i lavori di costruzione delle tratte ferroviarie Potenza - Battipaglia - Metaponto, Taranto - Reggio Calabria e Rocchetta Sant'Antonio - Potenza che risolsero il problema dei collegamenti verso le direttrici nazionali più importanti ma rimase il problema dei collegamenti interni.
Venne studiato quindi un nuovo collegamento Gravina - Avigliano - Baragiano in modo da connettere il comprensorio barese con la linea Potenza - Battipaglia.
Nell'ambito dei lavori iniziali venne costruita la stazione in contrada Cefalo, a circa due Km dal centro abitato; tale scelta fu osteggiata aspramente dalla popolazione aviglianese che ne chiedeva lo spostamento, tecnicamente non fattibile per un problema di dislivello.
I lavori della ferrovia procedevano sostenuti: in poco tempo erano stati realizzati i fabbricati della stazione, gli alloggi del personale viaggiante e le prime gallerie e ponti. Nel periodo la Basilicata venne interessata da forti nevicate e dissesti del territorio anche nella zona di Avigliano.
Le forti nevicate degli anni 1914 e 1915 provocarono una frana che travolse il ponte di Macciuann' situato vicino alla ferrovia in costruzione. 

## Servizi
La stazione dispone di:
- Biglietteria
- Autolinee Urbane ed extra-urbane
- Parcheggio
- Bar
- Edicola
- Servizi igienici